# Robin Frijns
Robin Christiaan Maria Frijns (* 7. August 1991 in Maastricht) ist ein niederländischer Automobilrennfahrer. Er wurde 2010 Meister der europäischen Formel BMW, 2011 Meister des Formel Renault 2.0 Eurocups und 2012 Meister der Formel Renault 3.5. 
Seit 2015 startet er mit einer einjährigen Unterbrechung in der FIA-Formel-E-Meisterschaft und fährt aktuell ebenfalls in der FIA-Langstrecken-Weltmeisterschaft für Team WRT.

## Karriere

### Anfänge im Motorsport (1999–2012)
Frijns begann seine Motorsportkarriere 1999 im Kartsport, in dem er bis 2008 aktiv war. Unter anderem wurde er 2008 Vizemeister der französischen KF2-Meisterschaft.
2009 wechselte er in den Formelsport und trat für Josef Kaufmann Racing in der europäischen Formel BMW an. Frijns entschied ein Rennen für sich und wurde Dritter in der Meisterschaft. Zudem gewann er die Wertung des besten Neulings.
2010 blieb Frijns bei Josef Kaufmann Racing und bestritt seine zweite Saison in der europäischen Formel BMW. Nachdem er große Teile der Saison hinter Jack Harvey auf dem zweiten Platz in der Fahrerwertung gelegen war, übernahm er am letzten Rennwochenende die Führung in der Fahrerwertung und gewann mit insgesamt sechs Siegen den Meistertitel vor Harvey. Da die Serie zum Saisonende eingestellt wurde, war er der letzte Meister der europäischen Formel BMW. Außerdem nahm er an drei Rennen der nordeuropäischen Formel Renault teil und erzielte dabei einen Sieg.
2011 ging Frijns für Josef Kaufmann Racing im Formel Renault 2.0 Eurocup an den Start. Mit fünf Siegen entschied er den Meistertitel vorzeitig für sich. Darüber hinaus trat er 2011 für Josef Kaufmann Racing zu einigen Rennen der nordeuropäischen Formel Renault an. Mit einem Sieg lag er in dieser Serie auf dem vierten Gesamtrang.
2012 wechselte Frijns zu Fortec Motorsport in die Formel Renault 3.5. Nachdem Frijns bei seinem Debüt im Motorland Aragón Dritter geworden war, gewann er einen Tag später sein erstes Formel-Renault-3.5-Rennen. Mit zwei weiteren Siegen in Wolokolamsk und Mogyoród und insgesamt acht Podest-Platzierungen entschied Frijns den Meistertitel in seiner Debütsaison für sich. Beim letzten Saisonrennen in Catalunya verursachte Frijns eine Kollision mit seinem Titelrivalen Jules Bianchi, der dabei ausschied. Frijns wurde zwar nach dem Rennen mit einer Strafe für dieses Manöver belegt und fiel aus den Punkterängen, da er aber schon vor dem Rennen vor Bianchi lag, änderte sich nichts am Gesamtergebnis der Fahrer, während sein Team dadurch eine Position in der Teamwertung verlor. Frijns entschied das Duell gegen Bianchi mit 189 zu 184 Punkten. Nach der Saison absolvierte Frijns Formel-1-Testfahrten für Red Bull und Sauber.

### GP2-Serie und Formel-1-Testfahrer (2013–2014)

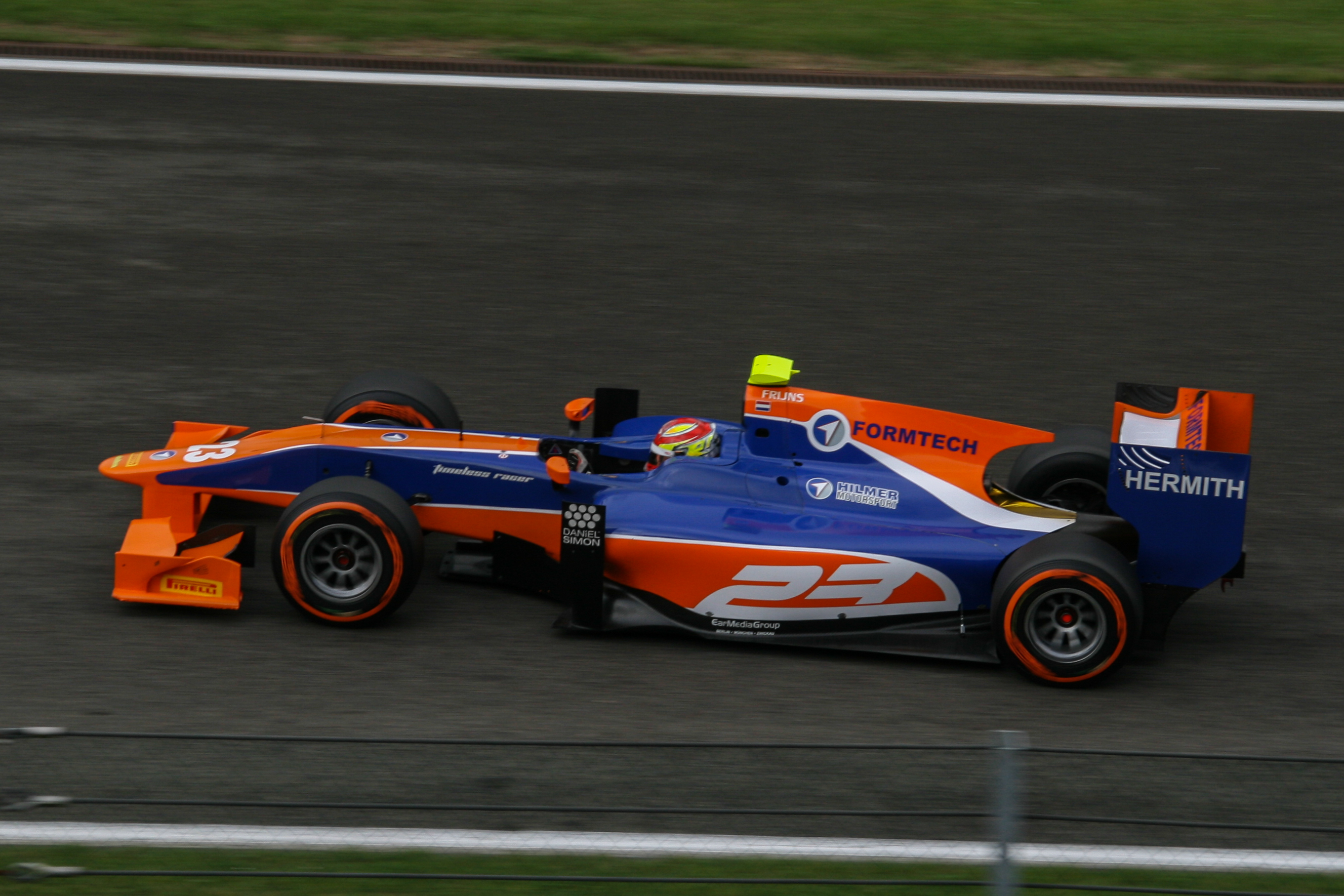
Robin Frijns beim Sprintrennen der GP2-Serie in Spa-Francorchamps 2013

Im Jahr 2013 übte Frijns bei Sauber die Position des Formel-1-Testfahrers aus. Darüber hinaus absolvierte er GP2-Testfahrten für Trident Racing. Zu einem Engagement bei dem Rennstall kam es jedoch nicht. Nachdem er beim Saisonauftakt der GP2-Serie 2013 ohne Cockpit war, erhielt er für die zweite Veranstaltung einen Platz bei Hilmer Motorsport. An seinem Debütwochenende blieb er ohne Punkte. Bei seiner zweiten Teilnahme in Barcelona gewann er das Hauptrennen und wurde Zweiter im Sprintrennen. Aufgrund eines fehlenden Sponsors besaß Frijns bei Hilmer keinen festen Vertrag, sondern wurde jeweils für eine Veranstaltung bestätigt. Nach fünf Rennwochenenden bei Hilmer Motorsport verlor er sein Cockpit an Adrian Quaife-Hobbs. Eine Veranstaltung später übernahm er für ein Wochenende das Fahrzeug seines ehemaligen Teamkollegens Jon Lancaster. Frijns nahm an sechs von elf Rennwochenenden teil und beendete die Saison auf dem 15. Gesamtrang.
2014 war Frijns Formel-1-Testfahrer bei Caterham. In dieser Funktion nahm er auch an Freitagstrainings teil.

### Debüt in der Formel E und GT-Sport
2015 wechselte Frijns in den GT-Sport zu Belgian Audi Club Team WRT. In der Blancpain Sprint Series teilte er sich das Cockpit zunächst mit Laurens Vanthoor und für die letzte Veranstaltung mit Christopher Mies. Zusammen mit Vanthoor gewann Frijns fünf Rennen. Er erreichte den zweiten Gesamtrang und unterlag mit 127 zu 135 den Gesamtsiegern Vincent Abril und Maximilian Buhk. In der Blancpain Endurance Series wurde Frijns zusammen mit Jean Karl Vernay zweimal Zweiter in der Pro-Klasse. Diese beendeten die beiden auf dem sechsten Platz.
Anschließend kehrte Frijns in den Formelsport zurück. Für Andretti Autosport trat er in der FIA-Formel-E-Meisterschaft 2015/16 an. Bei seinem Debüt-ePrix in Beijing erzielte er als Zehnter Punkte. Ein Rennen später in Putrajaya folgte mit einem dritten Platz seine erste Podest-Platzierung. Er schloss die Saison auf dem zwölften Gesamtrang ab. Gegen seine Teamkollegin Simona de Silvestro setzte er sich mit 45 zu 4 Punkten deutlich durch. Darüber hinaus fuhr Frijns für das Belgian Audi Club Team WRT in mehreren GT-Serien. Im Blancpain GT Series Sprint Cup wurde er mit einem Sieg, den er zusammen mit Enzo Ide erzielte, Zehnter der Gesamtwertung und im Blancpain GT Series Endurance Cup lag er auf dem 42. Gesamtrang. Ferner bestritt er für das Team Phoenix ein Rennen in der Intercontinental GT Challenge, das er zusammen mit Christopher Haase und Vanthoor gewann und er trat zu einer Veranstaltung der ADAC GT Masters an.
Für die FIA-Formel-E-Meisterschaft 2016/17 blieb Frijns bei Andretti. Mit zwei sechsten Plätzen als bestes Resultat und 24 Wertungspunkten belegte er den 13. Rang in der Gesamtwertung. Am Saisonende verließ er wegen seines Vertrages mit Audi das Team, das nun von BMW unterstützt wurde.
Frijns wechselte 2018 in die DTM, wo er im Programm von Audi ein Cockpit bei Abt Sportsline erhielt. Dort wurde er Teamkollege von Nico Müller. Im Sonntagsrennen am Lausitzring erzielte er als Zehntplatzierter seinen ersten Wertungspunkt. In Misano konnte er am Samstag als Zweiter zum ersten Mal auf das Podest fahren. Beim Saisonfinale in Hockenheim gelang ihm am Samstag ein weiterer zweiter Platz. Er beendete die Saison mit 84 Punkten auf dem 13. Platz der Fahrerwertung.
Für die FIA-Formel-E-Meisterschaft 2018/19 erhielt Frijns ein Cockpit bei Virgin Racing, die mit Kundenantrieben von Audi an den Start gingen. Mit zwei Siegen und zwei weiteren Podestplatzierungen belegte er am Saisonende mit 106 Punkten den fünften Platz in der Fahrerwertung. Außerdem belegte er mit einem Sieg den geteilten vierten Rang in der Gesamtwertung der voestalpine European Races, bei der nur Podiumsplätze bei den Rennen auf dem europäischen Kontinent berücksichtigt wurden. Zudem wurde er als Abt-Fahrer für die DTM-Saison 2019 bestätigt.

## Statistik

### Karrierestationen
| - 1999–2008: Kartsport - 2009: Europäische Formel BMW (Platz 3) - 2010: Europäische Formel BMW (Meister) - 2010: Nordeuropäische Formel Renault (Platz 14) - 2011: Formel Renault 2.0 Eurocup (Meister) - 2011: Nordeuropäische Formel Renault (Platz 4) - 2012: Formel Renault 3.5 (Meister) - 2012: Formel 1 (Testfahrer) - 2013: Formel 1 (Testfahrer) - 2013: GP2-Serie (Platz 15) | - 2014: Formel 1 (Testfahrer) - 2015: Blancpain Sprint Series (Platz 2) - 2015: Blancpain Endurance Series, Pro (Platz 6) - 2016: FIA-Formel-E-Meisterschaft (Platz 12) - 2016: Blancpain GT Series Sprint Cup (Platz 10) - 2016: Blancpain GT Series Endurance Cup (Platz 42) - 2016: Intercontinental GT Challenge (Platz 7) - 2016: ADAC GT Masters (Platz 57) - 2017: FIA-Formel-E-Meisterschaft (Platz 13) - 2018: DTM (Platz 13) | - 2019: FIA-Formel-E-Meisterschaft (Platz 4) - 2019: DTM (Platz 5) - 2020: FIA-Formel-E-Meisterschaft (Platz 12) - 2020: DTM (Platz 3) - 2021: FIA-Formel-E-Weltmeisterschaft (Platz 5) - 2022: FIA-Formel-E-Weltmeisterschaft (Platz 7) - 2023: FIA-Formel-E-Weltmeisterschaft (Platz 22) - 2024: FIA-Formel-E-Weltmeisterschaft (Platz 9) - 2025: FIA-Formel-E-Weltmeisterschaft (Platz 19) |

### Einzelergebnisse in der GP2-Serie
| Jahr | Team              | 1   | 2   | 3   | 4   | 5   | 6   | 7   | 8   | 9   | 10  | 11  | 12  | 13  | 14  | 15  | 16  | 17  | 18  | 19  | 20  | 21  | 22  | Punkte | Rang |
| ---- | ----------------- | --- | --- | --- | --- | --- | --- | --- | --- | --- | --- | --- | --- | --- | --- | --- | --- | --- | --- | --- | --- | --- | --- | ------ | ---- |
| 2013 | Hilmer Motorsport | MAS | MAS | BRN | BRN | ESP | ESP | MON | MON | GBR | GBR | GER | GER | HUN | HUN | BEL | BEL | ITA | ITA | SIN | SIN | UAE | UAE | 47     | 15.  |
| 2013 | Hilmer Motorsport |     |     | 21  | 23  | 1   | 2   | DNF | 15  | 13  | DNF | 6   | DNF |     |     | 9   | DNF |     |     |     |     |     |     | 47     | 15.  |

| Legende  | Legende            | Legende                                                          |
| Farbe    | Abkürzung          | Bedeutung                                                        |
| -------- | ------------------ | ---------------------------------------------------------------- |
| Gold     | –                  | Sieg                                                             |
| Silber   | –                  | 2. Platz                                                         |
| Bronze   | –                  | 3. Platz                                                         |
| Grün     | –                  | Platzierung in den Punkten                                       |
| Blau     | –                  | Klassifiziert außerhalb der Punkteränge                          |
| Violett  | DNF                | Rennen nicht beendet (did not finish)                            |
| Violett  | NC                 | nicht klassifiziert (not classified)                             |
| Rot      | DNQ                | nicht qualifiziert (did not qualify)                             |
| Rot      | DNPQ               | in Vorqualifikation gescheitert (did not pre-qualify)            |
| Schwarz  | DSQ                | disqualifiziert (disqualified)                                   |
| Weiß     | DNS                | nicht am Start (did not start)                                   |
| Weiß     | WD                 | zurückgezogen (withdrawn)                                        |
| Hellblau | PO                 | nur am Training teilgenommen (practiced only)                    |
| Hellblau | TD                 | Freitags-Testfahrer (test driver)                                |
| ohne     | DNP                | nicht am Training teilgenommen (did not practice)                |
| ohne     | INJ                | verletzt oder krank (injured)                                    |
| ohne     | EX                 | ausgeschlossen (excluded)                                        |
| ohne     | DNA                | nicht erschienen (did not arrive)                                |
| ohne     | C                  | Rennen abgesagt (cancelled)                                      |
| ohne     | keine WM-Teilnahme |                                                                  |
| sonstige | P/fett             | Pole-Position                                                    |
| sonstige | 1/2/3/4/5/6/7/8    | Punktplatzierung im Sprint-/Qualifikationsrennen                 |
| sonstige | SR/kursiv          | Schnellste Rennrunde                                             |
| sonstige | *                  | nicht im Ziel, aufgrund der zurückgelegten Distanz aber gewertet |
| sonstige | ()                 | Streichresultate                                                 |
| sonstige | unterstrichen      | Führender in der Gesamtwertung                                   |

### Einzelergebnisse in der FIA-Formel-E-Meisterschaft
| Jahr    | Team                           | 1   | 2   | 3   | 4   | 5   | 6    | 7   | 8   | 9    | 10  | 11  | 12  | 13  | 14  | 15  | 16  | Punkte | Rang |
| ------- | ------------------------------ | --- | --- | --- | --- | --- | ---- | --- | --- | ---- | --- | --- | --- | --- | --- | --- | --- | ------ | ---- |
| 2015/16 | Amlin Andretti Formula E Team  | BEI | PUT | PUN | BUE | MEX | LBH  | PAR | BER | LON  | LON |     |     |     |     |     |     | 45     | 12.  |
| 2015/16 | Amlin Andretti Formula E Team  | 10  | 3   | 10  | 8   | 5   | 15   | 7   | 6   | DNF  | DNF |     |     |     |     |     |     | 45     | 12.  |
| 2016/17 | Andretti Formula E Racing Team | HKG | MAR | BUE | MEX | MON | PAR  | BER | BER | NYC  | NYC | MTR | MTR |     |     |     |     | 24     | 13.  |
| 2016/17 | Andretti Formula E Racing Team | 6   | 11  | 14  | 11  | 12  | 6    | 17  | 18  | 9    | 9   | 8   | 13  |     |     |     |     | 24     | 13.  |
| 2018/19 | Envision Virgin Racing         | DIR | MAR | SAN | MEX | HKG | SAY  | ROM | PAR | MCO  | BER | BRN | NYC | NYC |     |     |     | 106    | 4.   |
| 2018/19 | Envision Virgin Racing         | 12  | 2   | 5   | 11  | 3   | *14* | 4   | 1   | *17* | 13  | DNF | DNF | 1   |     |     |     | 106    | 4.   |
| 2019/20 | Envision Virgin Racing         | DIR | DIR | SAN | MEX | MAR | BER  | BER | BER | BER  | BER | BER |     |     |     |     |     | 58     | 12.  |
| 2019/20 | Envision Virgin Racing         | 5   | DNF | 15  | DSQ | 12  | DNF  | 4   | 2   | DNS  | 2   | DNF |     |     |     |     |     | 58     | 12.  |
| 2020/21 | Envision Virgin Racing         | DIR | DIR | ROM | ROM | VAL | VAL  | MCO | PUE | PUE  | NYC | NYC | LON | LON | BER | BER |     | 89     | 5.   |
| 2020/21 | Envision Virgin Racing         | 17  | 2   | 4   | 18  | 6   | 19   | 2   | 16  | 11   | 5   | 8   | 13  | 4   | 15  | 12  |     | 89     | 5.   |
| 2021/22 | Envision Racing                | DIR | DIR | MEX | ROM | ROM | MCO  | BER | BER | JAK  | MAR | NYC | NYC | LON | LON | SEO | SEO | 126    | 7.   |
| 2021/22 | Envision Racing                | 16  | 2   | 7   | 2   | 3   | 4    | 12  | 5   | 17   | 18  | 3   | 6   | 16  | 7   | 8   | 4   | 126    | 7.   |
| 2022/23 | ABT CUPRA Formula E Team       | MEX | DIR | DIR | HYD | CAP | SAP  | BER | BER | MCO  | JAK | JAK | POR | ROM | ROM | LON | LON | 6      | 22.  |
| 2022/23 | ABT CUPRA Formula E Team       | DNF | INJ | INJ | INJ | INJ | 14   | 14  | 17  | 13   | 9   | 13  | 10  | DNF | DNF | DNF | 17  | 6      | 22.  |
| 2023/24 | Envision Racing                | MEX | DIR | DIR | SAP | TOK | MIS  | MIS | MCO | BER  | BER | SHA | SHA | POR | POR | LON | LON | 66     | 9.   |
| 2023/24 | Envision Racing                | DNF | 10  | 2   | 18  | 9   | 17   | DNF | 17  | 14   | 17  | 12  | 9   | 2   | 2   | DNF | 7   | 66     | 9.   |
| 2024/25 | Envision Racing                | SAP | MEX | JED | JED | MIA | MCO  | MCO | TOK | TOK  | SHA | SHA | JAK | BER | BER | LON | LON | 23     | 19.  |
| 2024/25 | Envision Racing                | DNF | 11  | 13  | 14  | 8   | 8    | 11  | 9   | 16   | 10  | 8   | 9   | 13  | DNF | 7   | 13  | 23     | 19.  |

| Legende                      | Legende       | Legende                                                                 |
| Farbe                        | Abkürzung     | Bedeutung                                                               |
| ---------------------------- | ------------- | ----------------------------------------------------------------------- |
| Gold                         | —             | Sieger                                                                  |
| Silber                       | —             | 2. Platz                                                                |
| Bronze                       | —             | 3. Platz                                                                |
| Grün                         | —             | Platzierung in den Punkten                                              |
| Blau                         | —             | Klassifiziert außerhalb der Punkteränge                                 |
| Violett                      | DNF           | Rennen nicht beendet                                                    |
| Violett                      | NC            | nicht klassifiziert                                                     |
| Rot                          | DNQ           | nicht qualifiziert                                                      |
| Schwarz                      | DSQ           | disqualifiziert                                                         |
| Weiß                         | DNS           | nicht am Start                                                          |
| Weiß                         | WD            | zurückgezogen                                                           |
| Weiß                         | C             | Rennen abgesagt                                                         |
| Blanko                       |               | nicht teilgenommen                                                      |
| Blanko                       | DNP           | gemeldet, aber nicht teilgenommen                                       |
| Blanko                       | INJ           | verletzt oder krank                                                     |
| Blanko                       | EX            | ausgeschlossen                                                          |
| sonstige Formate und Zeichen | P/fett        | Pole-Position                                                           |
| sonstige Formate und Zeichen | kursiv        | Schnellste Rennrunde (ab 2017/18: Schnellste Rennrunde der ersten Zehn) |
| sonstige Formate und Zeichen | unterstrichen | Führender in der Gesamtwertung                                          |
| sonstige Formate und Zeichen | °             | FanBoost                                                                |
| sonstige Formate und Zeichen | *             | nicht im Ziel, aufgrund der zurückgelegten Distanz aber gewertet        |
| sonstige Formate und Zeichen | ( )           | Streichresultat                                                         |

### Le-Mans-Ergebnisse
| Jahr | Team           | Fahrzeug        | Teamkollege           | Teamkollege        | Platzierung            | Ausfallgrund |
| ---- | -------------- | --------------- | --------------------- | ------------------ | ---------------------- | ------------ |
| 2021 | Team WRT       | Oreca 07        | Charles Milesi        | Ferdinand Habsburg | Rang 6 und Klassensieg |              |
| 2022 | WRT Team       | Oreca 07        | Sean Gelael           | René Rast          | Ausfall                | Unfall       |
| 2023 | WRT Team       | Oreca 07        | Sean Gelael           | Ferdinand Habsburg | Rang 13                |              |
| 2024 | BMW M Team WRT | BMW M Hybrid V8 | Sheldon van der Linde | René Rast          | nicht klassiert        |              |
| 2025 | BMW M Team WRT | BMW M Hybrid V8 | Sheldon van der Linde | René Rast          | Rang 17                |              |

### Sebring-Ergebnisse
| Jahr | Team           | Fahrzeug        | Teamkollege           | Teamkollege    | Platzierung | Ausfallgrund |
| ---- | -------------- | --------------- | --------------------- | -------------- | ----------- | ------------ |
| 2025 | BMW M Team RLL | BMW M Hybrid V8 | Sheldon van der Linde | Marco Wittmann | Rang 5      |              |

### Einzelergebnisse in der FIA-Langstrecken-Weltmeisterschaft
| Saison | Team    | Rennwagen       | 1   | 2   | 3   | 4   | 5   | 6   | 7   | 8   |
| ------ | ------- | --------------- | --- | --- | --- | --- | --- | --- | --- | --- |
| 2021   | WRT     | Oreca 07        | SPA | POR | MON | LEM | BAH | BAH |     |     |
| 2021   | WRT     | Oreca 07        | 29  | 7   | 5   | 6   | 4   | 4   |     |     |
| 2022   | WRT     | Oreca 07        | SEB | SPA | LEM | MON | FUJ | BAH |     |     |
| 2022   | WRT     | Oreca 07        | 5   | 3   | DNF | 21  | 5   | 5   |     |     |
| 2023   | WRT     | Oreca 07        | SEB | POR | SPA | LEM | MON | FUJ | BAH |     |
| 2023   | WRT     | Oreca 07        | 13  | 16  | 12  | 13  | 32  | 13  | 13  |     |
| 2024   | BMW WRT | BMW M Hybrid V8 | KAT | IMO | SPA | LEM | SAO | AUS | FUJ | BAH |
| 2024   | BMW WRT | BMW M Hybrid V8 | 10  | 6   | 13  | DNF | 14  | 13  | DNF | DNF |
| 2025   | BMW WRT | BMW M Hybrid V8 | KAT | IMO | SPA | LEM | SAO | AUS | FUJ | BAH |
| 2025   | BMW WRT | BMW M Hybrid V8 | 7   | 2   | DNF | 17  |     |     |     |     |

### Statistik in der DTM
Diese Statistik umfasst alle Teilnahmen des Fahrers an der DTM.

#### Gesamtübersicht
| Saison | Team                           | Hersteller | Fahrzeug            | Rennen | Siege | Zweiter | Dritter | Poles | schn. Rennrunden | Punkte | Pos. |
| ------ | ------------------------------ | ---------- | ------------------- | ------ | ----- | ------- | ------- | ----- | ---------------- | ------ | ---- |
| 2018   | Audi Sport Team Abt Sportsline | Audi       | Audi RS 5 DTM       | 20     | –     | 2       | –       | –     | –                | 84     | 13.  |
| 2019   | Audi Sport Team Abt Sportsline | Audi       | Audi RS 5 Turbo DTM | 18     | –     | 2       | 3       | –     | 2                | 157    | 5.   |
| 2020   | Audi Sport Team Abt Sportsline | Audi       | Audi RS 5 Turbo DTM | 18     | 3     | 5       | 3       | 5     | 2                | 279    | 3.   |
| Gesamt | Gesamt                         | Gesamt     | Gesamt              | 56     | 3     | 9       | 6       | 5     | 4                | 520    |      |

#### Einzelergebnisse
| Saison | 1   | 2   | 3   | 4   | 5   | 6   | 7   | 8   | 9   | 10  | 11  | 12  | 13  | 14  | 15  | 16   | 17  | 18  | 19  | 20  |
| ------ | --- | --- | --- | --- | --- | --- | --- | --- | --- | --- | --- | --- | --- | --- | --- | ---- | --- | --- | --- | --- |
| 2018   | HO1 | HO1 | LAU | LAU | HUN | HUN | NOR | NOR | ZAN | ZAN | BRH | BRH | MIS | MIS | NÜR | NÜR  | SPI | SPI | HO2 | HO2 |
| 2018   | 18  | 12  | 13  | 10  | 7   | 8   | 12  | 8   | 5   | DNF | 12  | 12  | 2   | 4   | 17  | 10   | 11  | 13  | 2   | 5   |
| 2019   | HO1 | HO1 | ZOL | ZOL | MIS | MIS | NOR | NOR | ASS | ASS | BRH | BRH | LAU | LAU | NÜR | NÜR  | HO2 | HO2 |     |     |
| 2019   | 3   | 3   | 12  | DNF | NC  | 42  | DNF | 4   | DNF | 6   | 4   | 3   | 2   | 5   | DSQ | 2    | 4   | 7   |     |     |
| 2020   | SPA | SPA | LA1 | LA1 | LA2 | LA2 | ASS | ASS | NÜ1 | NÜ1 | NÜ2 | NÜ2 | ZO1 | ZO1 | ZO2 | ZO2  | HOC | HOC |     |     |
| 2020   | 91  | 2   | 31  | 41  | 3   | 31  | 12  | 23  | 53  | 12  | 12  | 21  | 23  | DNF | 23  | DNF3 | 73  | 5   |     |     |

| \| Farbe \| Bedeutung \| \| ------------- \| --------------------------------------- \| \| Gold \| Sieger \| \| Silber \| 2. Platz \| \| Bronze \| 3. Platz \| \| Grün \| Platzierung in den Punkten \| \| Blau \| Klassifiziert außerhalb der Punkteränge \| \| Violett \| Rennen nicht beendet (DNF) \| \| Violett \| nicht klassifiziert (NC) \| \| Rot \| nicht qualifiziert (DNQ) \| \| Schwarz \| disqualifiziert (DSQ) \| \| Weiß \| nicht am Start (DNS) \| \| Weiß \| zurückgezogen (WD) \| \| Weiß \| Rennen abgesagt (C) \| \| ohne Farbe \| nicht am Training teilgenommen (DNP) \| \| ohne Farbe \| verletzt oder krank (INJ) \| \| ohne Farbe \| ausgeschlossen (EX) \| \| ohne Farbe \| nicht erschienen (DNA) \| \| fett \| Pole-Position \| \| kursiv \| Schnellste Rennrunde \| \| unterstrichen \| WM-Führung \| \| hochgestellt \| Platzierung im Sprintrennen \| | - Fett – Pole-Position - Kursiv – Schnellste Rennrunde - Unterstrichen – Gesamtführender - * – nicht im Ziel, aufgrund der zurückgelegten Distanz, aber gewertet - 1 – 3 Punkte für schnellste Qualifikationsrunde - 2 – 2 Punkte für zweitschnellste Qualifikationsrunde - 3 – 1 Punkt für drittschnellste Qualifikationsrunde |
| Farbe | Bedeutung |
| Gold | Sieger |
| Silber | 2. Platz |
| Bronze | 3. Platz |
| Grün | Platzierung in den Punkten |
| Blau | Klassifiziert außerhalb der Punkteränge |
| Violett | Rennen nicht beendet (DNF) |
| Violett | nicht klassifiziert (NC) |
| Rot | nicht qualifiziert (DNQ) |
| Schwarz | disqualifiziert (DSQ) |
| Weiß | nicht am Start (DNS) |
| Weiß | zurückgezogen (WD) |
| Weiß | Rennen abgesagt (C) |
| ohne Farbe | nicht am Training teilgenommen (DNP) |
| ohne Farbe | verletzt oder krank (INJ) |
| ohne Farbe | ausgeschlossen (EX) |
| ohne Farbe | nicht erschienen (DNA) |
| fett | Pole-Position |
| kursiv | Schnellste Rennrunde |
| unterstrichen | WM-Führung |
| hochgestellt | Platzierung im Sprintrennen |